# Alleycat Scratch
Gli Alleycat Scratch sono un gruppo sleaze rock formato nel 1988 a San Francisco, California.
Pubblicarono un unico full-length intitolato "Deadboys in Trash City" nel 1993. L'album non riscosse il meritato successo soprattutto per il fatto che venne pubblicato nel periodo sbagliato, ovvero gli anni del declino del glam metal, e della dilagante ondata grunge. Nonostante ciò, il disco è molto apprezzato e ricercato dai collezionisti e dagli appassionati dello stile sleaze glam metal anni 80, tanto che è stato ristampato nel 2006 per la Regeneration Records.

## Storia
La band si formò nel 1988 a San Francisco, California, la formazione era composta dal chitarrista Devin Lovelace, il bassista Boa Dias e il batterista Robbi Black, originariamente erano compresi anche il singer Tommy Haight e Justin Sayne alla chitarra ritmica. Con questa formazione registrarono una cassetta intitolata "Cheap City Thrills" nel 1991, per poi spostarsi poco dopo a Los Angeles. Il gruppo era alla ricerca di un nuovo singer dopo l'abbandono di Tommy Haight e Justin Sayne. Incontrarono il singer Eddie Robison, all'epoca nei Resurrection Mary. Inizialmente Eddie non voleva saperne di lasciare la sua band, ma dopo averli visti suonare accettò l'offerta. Facendo strada a L.A., il gruppo ebbe presto l'opportunità di registrare un full-length. Nel 1992 decisero di iniziare a registrare il loro primo album con la produzione di Mikey Davis, che aveva già collaborato con grandi nomi come Kiss, W.A.S.P. o Black 'N Blue. Venne pubblicato così "Deadboys in Trash City" nel 1993 per la Kick Your Cat Records. Un disco dalle sonorità Sleaze glam che rimarrà nella storia del genere.
Dopo questo lavoro, il gruppo guadagnò una certa notorietà, alcuni importanti giornali musicali gli dedicarono articoli, come RIP, Kerrang!, Metal Forces e altri.
Sfortunatamente, le correnti musicali e le etichette discografiche dell'epoca stavano distogliendo l'attenzione dal glam metal per dedicarsi all'emergente ondata grunge che stava soppiantando la popolarità della scena rock/metal. Venne annullato un tour britannico che avrebbe dovuto aver luogo quell'estate, e crollò un potenziale accordo di contratto con la Warner. La band si sciolse inevitabilmente nel 1994, tenendo l'ultimo concerto nell'aprile 94 al Roxy Theatre di Los Angeles.

### Oggi
Ai giorni nostri, data la grande richiesta e il successo dell'album, ricercato dai collezionisti ed appassionati più accaniti, e venduto alle aste online a prezzi stratosferici, Deadboys in Trash City viene ristampato nel 2006 per la Regeneration Records, con l'aggiunta di due tracce bonus, e un bonus DVD contenente alcuni live e altro materiale inedito. Sempre nel 2006, viene pubblicato Last Call, una raccolta di 14 brani, contenente alcuni demo inediti registrati poco dopo Deadboys In Trash City, e molte altre tracce in versione live suonate tra il Troubadour e il Roxy tra il 93 e il 94, con l'aggiunta di un bonus DVD comprendente un live al Roxy e altro materiale inedito. Inoltre girano alcune voci sulla riunione.

## Lineup
- Eddie Robison - Voce
- Devin Lovelace - Chitarra
- Bobby "Boa" Dias - Basso
- Robbi Black - Batteria

### Ex Membri
- Tommy Haight - Voce (1988-91)
- Justin Sayne - Chitarra ritmica (1988-91)

## Discografia

### Full-length
- Deadboys in Trash City (1993)

### Raccolte
- Last Call (2006)

### Demo
- Cheap City Thrills (1991)
- Demos
- Demos 91-94

## Live
- Live at the Troubador (1992) (non ufficiale)
- Live at the Roxy (1993) (non ufficiale)